# 12095 Pinel
12095 Pinel eller 1998 HE102 är en asteroid i huvudbältet som upptäcktes den 25 april 1998 av den belgiske astronomen Eric W. Elst vid La Silla-observatoriet. Den är uppkallad efter den franske psykiatern Philippe Pinel.
Den tillhör asteroidgruppen Koronis.